# Facies metamorfica
Una facies metamorfica rappresenta un ambiente delimitato da un intervallo di temperatura e di pressione in cui, in funzione del chimismo della roccia di partenza, si sviluppano determinate associazioni mineralogiche.

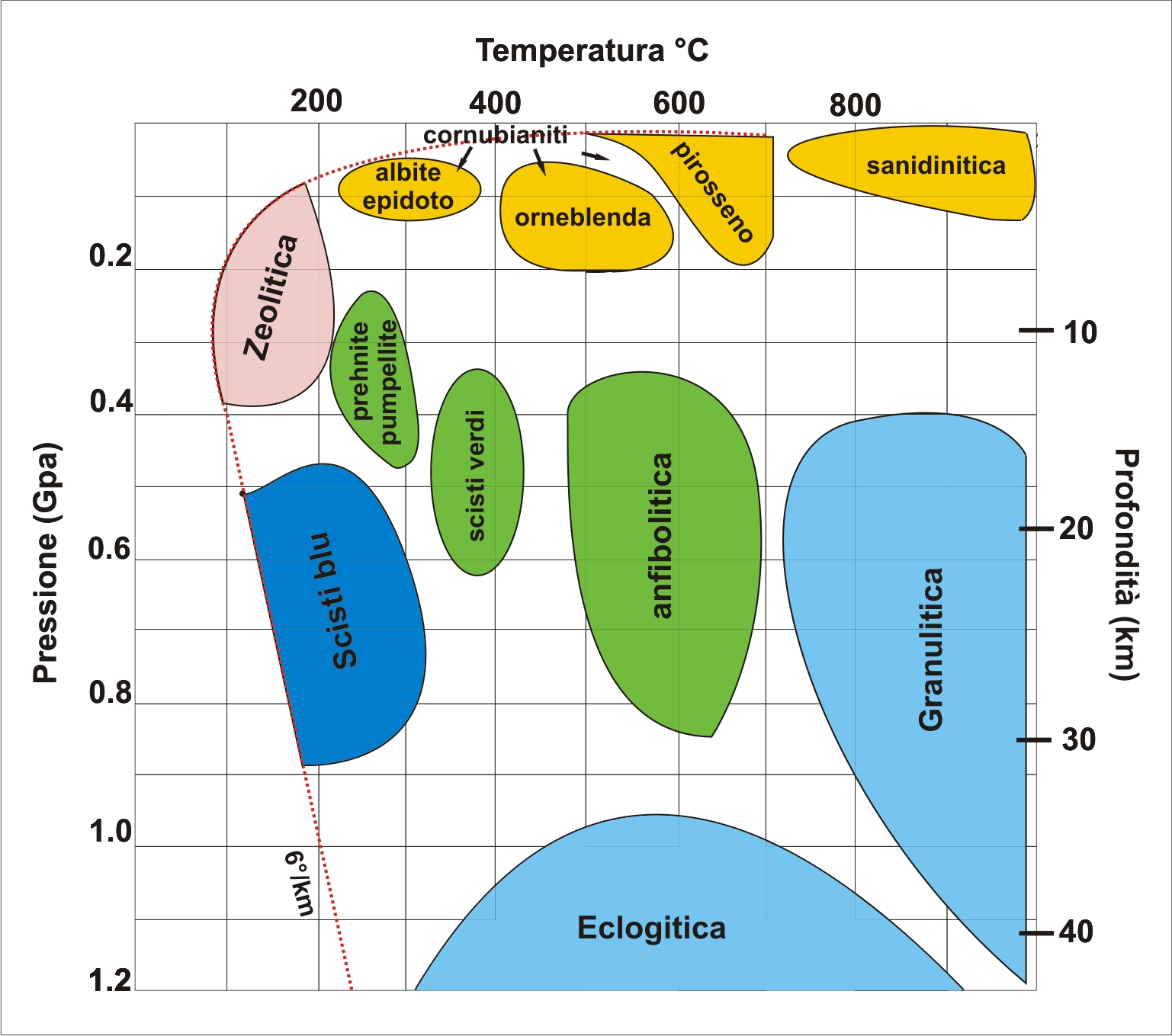
Facies metamorfiche

## Storia
Il termine facies è stato riferito per la prima volta a uno specifico ambiente sedimentario, costituito da rocce tipiche, da parte del geologo svizzero Amanz Gressly nel 1838. Nell'ultima parte del secolo, George Barrow, geologo scozzese, viene incaricato di rilevare geologicamente una parte degli altopiani scozzesi in cui sono presenti varie rocce metamorfiche derivanti da protoliti appartenenti ai sedimenti pelitici. Barrow, durante questo rilevamento, è il primo a introdurre il concetto di gradiente metamorfico e di minerale indice. Egli infatti suddivide le rocce rilevate, in zone caratterizzate dall'ingresso di un nuovo minerale, rispetto alla paragenesi della zona precedente; in particolare distingue zone a: clorite, biotite, granato, cianite, andalusite e sillimanite. Il grado metamorfico, nel suo modello, aumenta sempre di più spostandosi dalla zona a clorite verso quella a sillimanite ed è riferito a un gradiente di circa 20 °C/km. La prima concezione di zona metamorfica, pertanto, è l'insieme di varie rocce metamorfiche, che, se di simile composizione chimica, sono costituite da identiche associazioni mineralogiche.
Nel 1915 tale concetto viene precisato dal petrografo finlandese Pentti Eskola, che introduce la definizione di facies metamorfica; ovvero un ambiente delimitato da un intervallo di temperatura e di pressione in cui, in funzione del chimismo della roccia di partenza, si sviluppano determinate associazioni mineralogiche.
Tale concetto, essendo stato pubblicato dapprima in lingua madre, e successivamente in tedesco, al coincidere con lo scoppio della prima guerra mondiale, rimase pressoché sconosciuto fino a qualche anno successivo alla fine del conflitto.
Due sono le deduzioni fondamentali a partire dalla definizione di Eskola:
- due rocce con identico chimismo e appartenenti alla stessa facies metamorfica devono possedere una eguale paragenesi
- due rocce con differente chimismo, ma appartenenti alla stessa facies metamorfica, possiedono paragenesi differenti.

Un ulteriore passo avanti nello studio del metamorfismo va assegnato ad Akiho Miyashiro, il quale, nel corso degli anni sessanta introduce il concetto di serie di facies metamorfiche.
Miyashiro nota che in certe zone alcune facies sono presenti sempre in associazione tra loro, mentre altre mancano totalmente.
Egli propone una stretta correlazione tra la successione di rocce presenti, le relative facies, e il variare del gradiente geotermico.
Grazie a questo concetto, Miyashiro dimostra che il modello barrowiano degli altopiani scozzesi, non rappresenta l'unico possibile e sviluppabile con un gradiente geotermico di circa 20 °C/km, e introduce una suddivisione delle facies metamorfiche a seconda delle condizioni di temperatura e di pressione e basato sulle associazioni di facies caratteristiche delle serie individuate.
In particolare raggruppa le facies in tre gruppi:
- Bassa pressione (gradiente prossimo a 50 °C/km)
- Media pressione (gradiente prossimo a 20 °C/km)
- Alta pressione (gradiente prossimo a 10 °C/km)

La classificazione delle facies di Eskola, legata alla cintura orogenetica da lui studiata, è stata poi rivisitata negli anni settanta dal geologo neozelandese Francis John Turner. Grazie allo studio delle relazioni presenti tra macrostrutture e microstrutture metamorfiche, Turner adatta il lavoro di Eskola in maniera tale da renderlo applicabile a qualsiasi cintura orogenetica studiabile.
Oggigiorno si ritiene che non sia possibile la presenza, in diversi punti della terra, di gradienti geotermici variabili a tal punto da generare successioni di facies metamorfiche così diverse tra loro.
Sebbene sia noto che in alcune regioni del pianeta (vedi zone vulcaniche) vi siano gradienti anomali, si è ipotizzato che il metamorfismo (con l'esclusione di quello di contatto), al contrario del gradiente, non sia un processo statico, ma dinamico.
Infatti si ritiene che i corpi rocciosi non vengano automaticamente sottoposti a flussi termici o barici determinati dal gradiente presente in quella zona, ma che essi si muovano all'interno di zone con differenti condizioni statiche di pressione e temperatura; in particolare i corpi rocciosi verrebbero traslati da zone fredde e superficiali ad altre più profonde (con conseguente aumento della pressione) e più o meno calde a seconda delle situazioni.
La durata delle permanenza delle rocce in tali condizioni genera impronte e trasformazioni metamorfiche più o meno intense, volte alla ricerca di un equilibrio mineralogico più stabile alle diverse temperature e pressioni presenti.
Tali mutamenti agiscono fino al completo raggiungimento della condizione di equilibrio, oppure vengono interrotti, o cambiati di intensità, da una successiva messa in movimento dei corpi rocciosi, dovuta a risalita per erosione dei livelli superiori, o a un coinvolgimento in un nuovo evento metamorfico.
I processi alla base dei movimenti responsabili del metamorfismo sono quelli di subduzione, di obduzione, di rifting, di accavallamento di falde tettoniche e, più in generale, tutti quelli legati alla nascita di un'orogenesi.

## Minerali indice

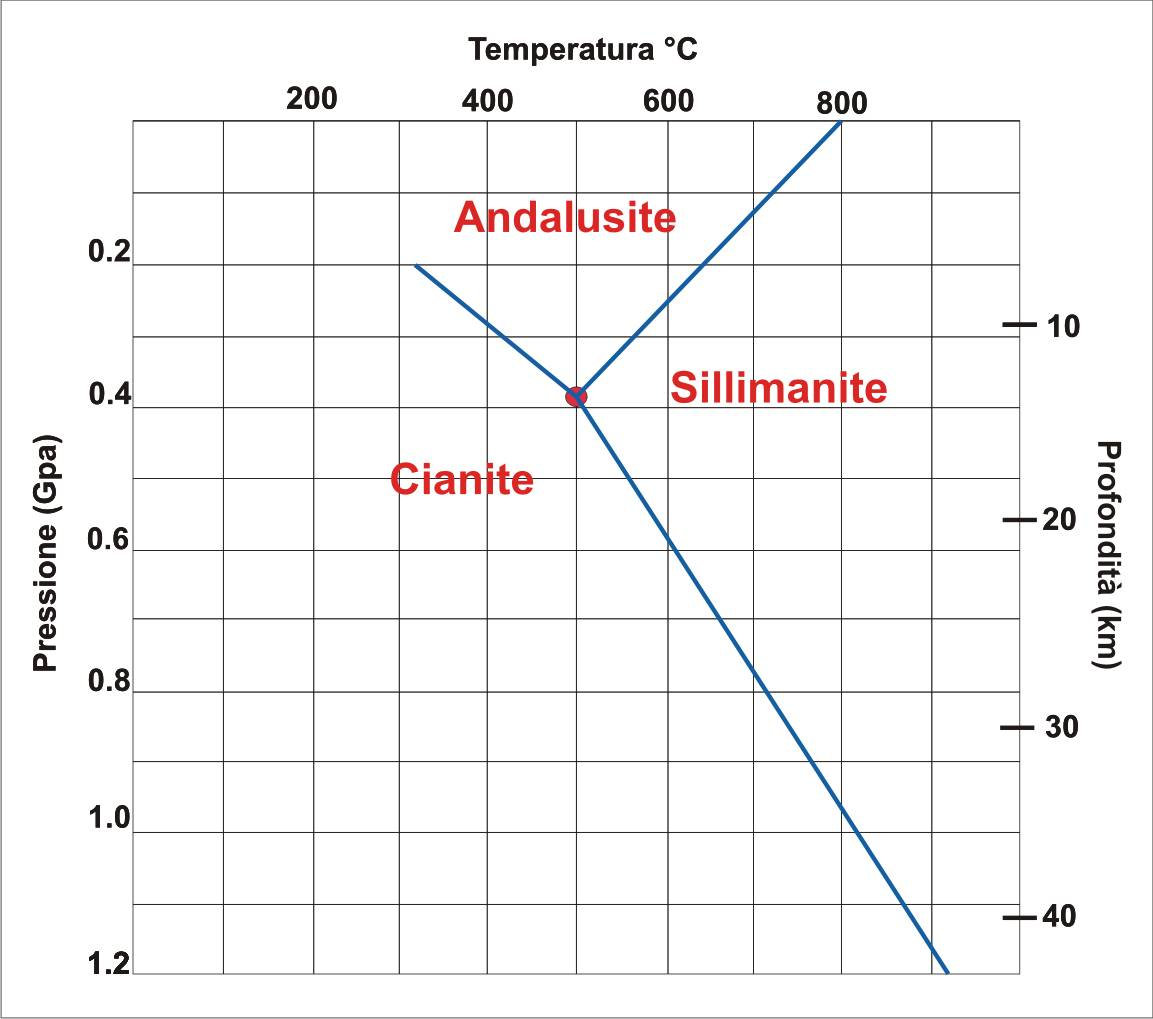
Diagramma di stabilità Cianite - Andalusite - Sillimanite. Nell'asse delle ascisse è mostrata la temperatura in °C; nell'asse Y, a sinistra la pressione in Gpa e a destra la profondità in km.

Qualsiasi facies metamorfica viene definita dalla presenza, al suo interno, di alcuni minerali indice.
Tuttavia, nel caso in cui la composizione chimica delle roccia non agevoli o permetta la loro crescita, i minerali indice possono non essere presenti o possono essere presenti ma invisibili a occhio nudo.
Alcuni minerali indice molto comuni sono, ad esempio i 3 polimorfi del silicato di alluminio (Al2SiO5): andalusite, cianite e sillimanite. L'andalusite è stabile e viene riscontrata in rocce con metamorfismo di bassa pressione e bassa temperatura; salendo di grado metamorfico si riscontra il passaggio alla cianite, stabile ad alte pressioni e basse temperature e infine, compare la sillimanite, stabile ad alte pressioni e alte temperature.

## Facies metamorfiche e loro associazioni mineralogiche

### Facies zeolitica (LP/LT)
La facies zeolitica rappresenta il primo e più basso grado metamorfico riscontrabile in una roccia; essa infatti è presente solo in condizioni di basse pressioni (tra 0,1 e 0,4 GPa) e basse temperature (tra 100 °C e 200 °C).
Al di sotto di tali valori si rientra nella cosiddetta anchizona, dove le pressioni e le temperature agenti sono così basse, da rientrare in un semplice processo sedimentario chiamato diagenesi.
Nella facies zeolitica sono riscontrabili le seguenti associazioni mineralogiche:
- Nelle metabasiti (rocce metamorfiche derivanti da rocce magmatiche basiche):
  - heulandite + analcime + quarzo ± minerali argillosi
  - laumontite + albite + quarzo ± clorite
- Nelle metapeliti:
  - muscovite + clorite + albite + quarzo

### Facies a prehnite-pumpellyite (LP/LT)
La facies a prehnite-pumpellyite è posta a temperature (200 °C - 300 °C) e pressioni (0,2 GPa - 0,5 GPa) leggermente superiori a quella zeolitica.
Prende il nome dai minerali prehnite (un fillosilicato di calcio e alluminio) e pumpellyte (un sorosilicato).
- Nelle metabasiti (rocce metamorfiche derivanti da rocce magmatiche basiche):
  - prehnite + pumpellyite + clorite + albite + quarzo
  - pumpellyite + clorite + epidoto + albite + quarzo
  - pumpellyite + epidoto + stilpnomelano + muscovite + albite + quarzo
- Nelle metapeliti:
  - muscovite + clorite + albite + quarzo

### Facies a scisti verdi (MP/MT)
La facies a scisti verdi è situata a temperature (350 °C - 450 °C) e pressioni (0.35 GPa - 0.6 GPa) medie.
Prende il nome dalla tipica tessitura scistosa della roccia interessata e dal suo colore verde (non sempre presente), derivato dalla presenza dei minerali clorite, epidoto e actinolite.
- Nelle metabasiti (rocce metamorfiche derivanti da rocce magmatiche basiche):
  - clorite + albite + epidoto ± actinolite, quarzo
- Nelle grovacche:
  - albite + quarzo + epidoto + muscovite ± stilpnomelano
- Nelle metapeliti:
  - muscovite + clorite + albite + quarzo
  - cloritoide + clorite + muscovite + quarzo ± paragonite
  - biotite + muscovite + clorite + albite + quarzo + spessartina (una varietà di granato al manganese)
- Nelle dolomie ad alto contenuto di silice:
  - dolomite + quarzo

### Facies anfibolitica (MP/MT-HT)
La facies anfibolitica è situata ad alte temperature (500 °C - 700 °C) e a medie pressioni (0.35 GPa - 0.85 GPa).
Il nome deriva dalla presenza preponderante del minerale anfibolo.
- Nelle metabasiti (rocce metamorfiche derivanti da rocce magmatiche basiche):
  - orneblenda + plagioclasio ± epidoto, granato, cummingtonite, diopside, biotite
- Nelle metapeliti:
  - muscovite + biotite + quarzo + plagioclasio ± granato, staurolite, cianite/sillimanite
- Nelle dolomie ad alto contenuto di silice:
  - dolomite + calcite + tremolite ± talco (in presenza di basse pressioni e temperature)
  - dolomite + calcite + diopside ± forsterite (in presenza di alte pressioni e temperature)

### Facies granulitica (MP/HT)
La facies granulitica è situata ai massimi valori di temperatura (700 °C - 1000 °C) possibili prima dell'anatessi, a valori medio-alti di pressione (0.4 GPa - 1.2 GPa) e a profondità interne alla crosta profonda variabili tra 10 km e 40 km.
- Nelle metabasiti (rocce metamorfiche derivanti da rocce magmatiche basiche):
  - ortopirosseno + clinopirosseno + orneblenda + plagioclasio ± biotite
  - ortopirosseno + clinopirosseno + plagioclasio ± quarzo
  - clinopirosseno + plagioclasio + granato ± ortopirosseno (in presenza di alta pressione)
- Nelle metapeliti:
  - granato + cordierite + sillimanite + K-feldspato (Microclino - Ortoclasio - Sanidino) + quarzo ± biotite
  - saffirina + ortopirosseno + K-feldspato + quarzo ± osumilite (in presenza di alte temperature)

### Facies a scisti blu (MP-HP/LT)
La facies a scisti blu è situata a temperature piuttosto basse (100 °C - 300 °C), ma a pressioni elevate (0.5 GPa - 0.9 GPa) tipiche delle zone di subduzione.
Prende il nome dalla tessitura (geologia) scistosa della roccia e dal suo colore bluastro, donatole dai minerali glaucofane e lawsonite.
- Nelle metabasiti (rocce metamorfiche derivanti da rocce magmatiche basiche):
  - glaucofane + lawsonite + clorite ± fengite/paragonite, omfacite
- Nelle grovacche:
  - quarzo + giadeite + lawsonite ± fengite, glaucofane, clorite
- Nelle metapeliti:
  - fengite + paragonite + carfolite + clorite + quarzo
- Nei marmi:
  - aragonite

### Facies eclogitica (HP/HT)
La facies eclogitica rappresenta il massimo grado di pressione e temperatura raggiungibile prima della anatessi.
Prende il suo nome dalla roccia eclogite, la quale ha, come associazione mineralogica:
- Nelle metabasiti (rocce metamorfiche derivanti da rocce magmatiche basiche):
  - omfacite + granato ± cianite, quarzo, orneblenda, zoisite
- Nelle metagranodiorite (rocce metamorfiche derivanti da rocce magmatiche acide):
  - quarzo + fengite + giadeite/omphacite + granato
- Nelle metapeliti:
  - fengite + granato + cianite + cloritoide (ricco in Mg) + quarzo
  - fengite + cianite + talco + quarzo ± giadeite

### Facies delle cornubianiti
Le cornubianiti sono rocce formatesi tramite metamorfismo di contatto, in condizioni tipiche di alta temperatura, ma di bassa pressione e profondità.

#### Cornubianite ad Albite-epidoto(LP/LT-MT)
La facies ad albite-epidoto è caratterizzata da condizioni di bassa pressione e relative basse temperature. Prende il nome dai due minerali tipici, sebbene essi siano stabili anche in altre facies.
È caratterizzata dai seguenti minerali:
Nelle metabasites:
- albite + epidoto + actinolite + clorite + quarzo

Nelle metapeliti:
- muscovite + biotite + clorite + quarzo

#### Cornubianite a Orneblenda (LP/MT)
La facies a orneblenda è tipica di condizioni di bassa temperatura, ma con un leggero incremento di essa rispetto alla facies ad albite-epidoto. Il suo nome deriva dal minerale orneblenda, sebbene esso non appartenga solo a questa facies.
È caratterizzata dai seguenti minerali:
Nelle metabasiti:
- orneblenda + plagioclasio ± diopside, anthophyllite/cummingtonite, quarzo

Nelle metapeliti:
- muscovite + biotite + andalusite + cordierite + quarzo + plagioclasio

In rocce sedimentarie povere di K2O o derivanti da rocce ignee:
- cordierite + anthophyllite + biotite + plagioclasio + quarzo

In dolomie ricche di silice:
- dolomite + calcite + tremolite ± talco

#### Cornubianite a Pirosseno (LP/MT-HT)
La cornubianite a pirosseno, tra le facies tipiche del metamorfismo di contatto, è quella con la più elevata temperatura ed è caratterizzata, come la facies granulitica dal minerale ortopirosseno.
I suoi minerali caratteristici sono:
Nelle metabasiti:
- ortopirosseno + clinopirosseno + plagioclasio ± olivina o quarzo

Nelle metapeliti:
- cordierite + quarzo + sillimanite + K-feldspato (ortoclasio) ± biotite
- cordierite + ortopirosseno + plagioclasio ± granato, spinello

Nelle roccia carbonatica:
- calcite + forsterite ± diopside, periclasio
- diopside + grossularia + wollastonite ± vesuvianite

### Facies a sanidino (LP/HT)
La facies a sanidino è una facies rara di altissima temperatura e bassa pressione. A causa dell'estrema temperatura la roccia va incontro a un principio di anatessi con formazione di zone amorfo-vetrose.
La facies prende il nome dal minerale sanidino ed è caratterizzata dai seguenti minerali:
Nelle metapeliti:
- cordierite + mullite + sanidino + tridimite (spesso alterata in quarzo) + vetro

Nelle roccia carbonatica:
- wollastonite + anortite + diopside
- monticellite + melilite ± calcite, diopside (anche tilleyite, spurrite, merwinite, larnite e altri rari silicati di calcio/magnesio).